# Writing to Reach You
Writing to Reach You is de eerste single van het album The Man Who van Travis. De single is op 8 maart 1999 uitgebracht door Independiente Records als opvolger van More Than Us.

## Achtergrond
De single is geschreven door de zanger van de band, Fran Healy, waarbij hij gebruikmaakte van de akkoorden van het nummer Wonderwall van de band Oasis. Met de tekst "and what's a wonderwall, anyway?" verwijst Healy in het nummer ook naar deze bron. In 2004 werd er ook een mash-up gemaakt van deze twee nummers, tezamen met het nummer Boulevard of Broken Dreams van Green Day. 
Het nummer was de eerste release van de band in Japan en Australië, nadat het al in Groot-Brittannië een succes was. De groep trad met het nummer onder andere op in Top of the Pops. 